# Джон Форбс Ройл
Джон Форбс Ройл (англ. John Forbes Royle; 10 травня 1798, Канпур — 2 січня 1858, Лондон) — англійський натураліст.

## Біографія
Джон Форбс Ройл народився 10 травня 1799 року у місті Канпур у Британській Індії.
Служив у Ост-Індській компанії помічником лікаря. Під час служби зібрав значні колекції рослин та мінералів гімалайського регіону. Ройл також вивчав місцеві рослинні матеріали, які використовували у медицині.
У 1830-і роки він керував заснованим Ост-Індської компанією ботанічним садом у Сахаранпурі.
У 1837 році Ройл переїхав до Англії та зайняв пост професора materia medica (фармації) у Лондонському Королівському коледжі, де викладав до 1856 року.
Роди рослин Roylea та Royle's pika (Ochotona roylei) названі на його честь
.
Джон Форбс Ройл одружився із Аннетт Соллі у 1839 році (1816—1894), у них було четверо дітей.
Помер 2 січня 1858 року у Ектоні, передмісті Лондона.

## Наукові праці
- Illustrations of the Botany and other branches of Natural History of the Himalayan Mountains, and of the Flora of Cashmere. 1839, у 2 т., з 100 таблицями
- An Essay on the Productive Resources of India. 1840
- On the Antiquity of Hindu Medicine. 1837
- On the Culture and Commerce of Cotton in India and Elsewhere. 1851
- The Fibrous Plants of India fitted for Cordage. 1855